# Хрусталёва, Марина Викторовна
Марина Викторовна Хрусталёва (6 [19] апреля 1909, Менчаково, Ярославская губерния — 16 ноября 1989, Алма-Ата) — советский хозяйственный, государственный и политический деятель.

## Биография
Родилась в 1909 году в деревне Менчаково. Член КПСС.
С 1927 года — на хозяйственной, общественной и политической работе. В 1927—1965 гг. — председатель Урицкого, Тверицкого районных, заместитель Ярославского областного Союза сельскохозяйственных и лесных рабочих, заместитель председателя Ивановского областного комитета Союза работников машинно-тракторных станций и батрачества, инструктор, 3-й секретарь, секретарь по кадрам, 2-й секретарь Кустанайского городского комитета КП(б) Казахстана, заведующая Организационно-инструкторским отделом Кустанайского областного комитета КП(б) Казахстана, секретарь Джамбульского областного комитета КП(б) Казахстана, председатель Исполнительного комитета Кокчетавского областного Совета, заместитель министра финансов Казахской ССР по кадрам, начальник Управления государственных трудовых сберегательных касс и государственного кредита Казахской ССР.
Избиралась депутатом Верховного Совета Казахской ССР 3-го созыва. Делегат XIX съезда КПСС.
Умерла в 1989 году в городе Алма-Ата.